# إميليانو غارسيا-بيج
إميليانو غارسيا-بيج هو محامي وسياسي إسباني، ولد في 11 يونيو 1968 في طليطلة في إسبانيا. نشط حزبياً في الحزب الاشتراكي العمالي الإسباني.

## مناصب
- انتخب City Councillor of Toledo  [لغات أخرى]‏ (30 يونيو 1987 – 1 سبتمبر 1993).
- انتخب  (10 يوليو 1997 – 24 مارس 1998).
- انتخب كاتب عام Socialist Party of Castilla–La Mancha [الإنجليزية]‏ (26 فبراير 2012 – ).
- انتخب  (24 مارس 1998 – 22 يوليو 1999).
- انتخب  (21 فبراير 2001 – 3 مايو 2004).
- انتخب  (1 سبتمبر 1993 – 11 يوليو 1997).
- في 2015 Castilian-Manchegan regional election [الإنجليزية]‏، انتخب عضو برلمان قشتالة-لا مانتشا  [لغات أخرى]‏ عن دائرة Toledo (Cortes of Castilla–La Mancha constituency) [الإنجليزية]‏ خلال  (18 يونيو 2015 – ).
- في 2003 Castilian-Manchegan regional election [الإنجليزية]‏، انتخب عضو برلمان قشتالة-لا مانتشا  [لغات أخرى]‏ عن دائرة Toledo (Cortes of Castilla–La Mancha constituency) [الإنجليزية]‏ خلال  (17 يونيو 2003 – 3 أبريل 2007).
- انتخب President of the Regional Government of Castilla–La Mancha [الإنجليزية]‏ (4 يوليو 2015 – ).
- في 1999 Castilian-Manchegan regional election [الإنجليزية]‏، انتخب عضو برلمان قشتالة-لا مانتشا  [لغات أخرى]‏ عن دائرة Toledo (Cortes of Castilla–La Mancha constituency) [الإنجليزية]‏ خلال  (7 يوليو 1999 – 1 أبريل 2003).
- انتخب عضو مجلس الشيوخ الإسباني  [لغات أخرى]‏ (16 سبتمبر 2011 – 4 يوليو 2015).
- انتخب عمدة طليطلة ‏ (16 يونيو 2007 – 13 يونيو 2015).